# Turanogryllus lateralis
Turanogryllus lateralis är en insektsart som först beskrevs av Franz Xaver Fieber 1853.  Turanogryllus lateralis ingår i släktet Turanogryllus och familjen syrsor. Inga underarter finns listade i Catalogue of Life.